# Janthura bougainvillei
Janthura bougainvillei là một loài chân đều trong họ Janiridae. Loài này được Birstein miêu tả khoa học năm 1963.